# Split (Lush)
Split è il secondo album discografico del gruppo musicale shoegaze inglese Lush, pubblicato nel giugno 1994 dalla 4AD.

## Tracce
1. Light from a Dead Star – 3:15 (Berenyi)
2. Kiss Chase – 3:17 (Berenyi)
3. Blackout – 3:06 (Anderson)
4. Hypocrite – 2:53 (Berenyi)
5. Lovelife – 3:56 (Anderson)
6. Desire Lines – 7:37 (Anderson)
7. The Invisible Man – 2:14 (Anderson)
8. Undertow – 4:57 (Berenyi)
9. Never-Never – 8:04 (Anderson)
10. Lit Up – 4:00 (Anderson)
11. Starlust – 4:32 (Anderson, Berenyi)
12. When I Die – 4:17 (Anderson)

## Singoli
- Hypocrite (30 maggio 1994, CD, 12" e 7")
- Desire Lines (30 maggio 1994, CD, 12" e 7")
- When I Die (giugno 1994, promozionale)

## Formazione
- Miki Berenyi - voce, chitarre
- Emma Anderson - chitarre, voce
- Phil King - basso
- Chris Acland - batteria

## Classifiche
- Official Albums Chart - #19